# Люссов (Восточная Передняя Померания)
Люссов (нем. Lüssow) — община в Германии, в земле Мекленбург — Передняя Померания. В 2010 году была присоединена к Гюцкову.

## Географическое положение
Посёлок Люссов находится приблизительно в 12 километрах северо-западнее Анклама, в 18 километрах юго-юго-восточнее Грайфсвальда, а также отдалён от Вольгаста на 21 километр в юго-западном направлении, а от Гюцкова на 5 километров в восточном.
Вдоль южной границы общины протекает река Пене.

## Административное деление
Община входит в состав района Восточная Передняя Померания. До 1 января 2005 года Люссов был частью управления Амт Гюцков (нем. Amt Gützkow), но в настоящее время подчининён управлению Амт Цюссов (нем. Amt Züssow), с штаб-квартирой в Цюссове.
Идентификационный код субъекта самоуправления — 13 0 59 058.
Площадь занимаемая административным образованием Люссов, составляет 8,32 км².

## Население
По состоянию на 31 декабря 2006 года, население посёлка Люссов составляет 186 человек. 

Средняя плотность населения таким образом равна: 22 человека на км².

## Транспорт
Примерно в 9 километрах восточнее посёлка проходит федеральная дорога 109 (нем. Bundesstraße 109 (B 109)), а в 4 километрах западнее федеральная дорога 111 (нем. Bundesstraße 111 (B 111)), которая примерно в 10 километрах к западу от Люссова (невдалеке от посёлка Гюцков) примыкает к автобану 20 (нем. Bundesautobahn 20 (A 20)).

## Достопримечательности
- Замок от 1867 года (пустующий)
- Замковый парк в английском стиле
- Деревенская церковь

## Прочие факты
В Люссове родился известный немецкий тренер по боксу Фриц Здунек (1947-2014).